# Grijsrugwezelmaki
De grijsrugwezelmaki (Lepilemur dorsalis)  is een zoogdier uit de familie van de wezelmaki's (Lepilemuridae). De wetenschappelijke naam van de soort werd voor het eerst geldig gepubliceerd door John Edward Gray in 1871.

## Voorkomen
De soort komt voor in noordwestelijk Madagaskar.
Lepilemur aeeclis · Lepilemur ahmansoni · Lepilemur ankaranensis · Lepilemur betsileo · Grijsrugwezelmaki (Lepilemur dorsalis) · Milne-Edwards wezelmaki (Lepilemur edwardsi) · Lepilemur fleuretae · Lepilemur grewcocki · Lepilemur hollandorum · Lepilemur hubbardi · Lepilemur jamesi · Witvoetwezelmaki (Lepilemur leucopus) · Kleintandwezelmaki (Lepilemur microdon) · Lepilemur milanoii · Grote wezelmaki (Lepilemur mustelinus) · Lepilemur otto · Lepilemur petteri · Lepilemur randrianasoloi · Roodstaartwezelmaki (Lepilemur ruficaudatus) · Lepilemur sahamalaza · Lepilemur scottorum · Lepilemur seali · Noordelijke wezelmaki (Lepilemur septentrionalis) · Lepilemur tymerlachsoni · Lepilemur wrighti